# Шарипов, Юлдаш
Юлдаш Шарипов (1 января 1913—1973) — каракалпакский советский актёр и режиссёр. Народный артист Каракалпакской АССР (1949). Народный артист Узбекской ССР (1957).
Дебютировал на сцене Хорезмского областного театра (г. Ургенч) в 1930 году (ныне Хорезмский областной театр музыкальной драмы имени Огахи). В 1933—1936 годах и с 1939 г. — актёр и режиссёр Каракалпакского театра в г. Нукус. В 1936—1939 годах учился в ГИТИСе.
В 1945—1951 и 1961—1963 годах возглавлял Нукусский театр.
Член ВКП (б) с 1943 года.

## Избранные роли
- Байсары («Алпамыс» Давкараева),
- Макферсон («Русский вопрос» К. Симонова),
- Сухсуров («Голос из гроба» А. Каххара) и др.

## Режиссёрские работы
- «Гюльсара» Яшена и Мухамедова (1940, 1948)
- «Своей палкой по себе» Аймурзаева (1940),
- «Бедность не порок» А. Н. Островского (1944, 1947, 1956);
- «На берегу Аму-Дарьи» Аймурзаева (1949)
- «Бердак» (1958) Аймурзаева и др.

Творчество Ю. Шарипов отличается национальным своеобразием, народным юмором.